# 마이크 올드필드
마이크 올드필드(영어: Mike Oldfield, 1953년 5월 15일 ~ )는 잉글랜드의 작곡가이자 음악가로 데뷔 앨범인 《Tubular Bells》(1973)가 평론가들의 극찬과 상업적 성공을 거두면서 전세계적인 명성을 얻게 된다. 기본적으로 기타리스트인 올드필드는 이외에도 각종 키보드와 퍼커션을 연주하며 노래도 한다. 그의 음악 스타일은 프로그레시브 록, 월드뮤직, 포크, 클래식, 일렉트로닉, 앰비언트, 뉴에이지 등으로 여러 장르들을 포괄하고 있다.
마이크 올드필드는 열 살 때 기타를 시작하였고 십대 때 학교를 그만 두고 음악 활동을 시작했다. 1967년에서 1970년에 그는 누이인 샐리 올드필드와 함께 포크 듀오 그룹인 샐리앤지(The Sallyangie)를 결성하여 활동하였고 이후 케빈 에이어스(Kevin Ayers)와 함께 연주했다. 1971년 올드필드는 튜블라 벨스 음악 작업을 시작하였고 리차드 브랜슨이 관심을 가지게 되면서 브랜슨이 새로 시작한 레이블 버진 레코드를 통해 발매하기로 한다. 튜블라 벨스의 도입 부분이 영화 <엑소시스트>에 사용되면서 앨범은 영국에서만 2백7십만장의 판매고를 올린다. 이후 계속적으로 길고 대부분 악기 연주로 이루어진 《Hergest Ridge》(1974년), 《Ommadawn》(1975년), 《Incantations》(1978년) 을 발표한다.
1970년대 말에 마이크 올드필드는 투어를 벌이며 《Platinum》(1979년), 《QE2》(1980년), 《Five Miles Out》(1982년)과 같은 좀 더 상업적이고 노래 중심의 음악들을 내놓았다. 이 시기에 가장 성공적이었던 앨범은 《Crises》(1983년)로 매기 라일리(Maggie Reilly)가 노래한 <Moonlight Shadow>는 세계적인 히트 싱글이었다. 1990년대 초 WEA와 계약을 맺은 마이크 올드필드는 당대에 있어 이정표가 될 만한 앨범 《Tubular Bells II》(1992년)을 발표하며 가상현실과 자신의 MusicVR 프로젝트의 게임 컨텐츠를 만들며 여러 가지 실험적인 행보를 보였고 2012년에는 런던 올림픽의 개막식에 참여하여 공연을 펼쳤다. 마이크 올드필드는 현재까지 26장의 정규 앨범을 내었고 그 중 9개가 영국 톱 10에 들었다. 그의 최근 앨범은 2017년 발매된 《Return to Ommadawn》이다.

## 생애
올드필드는 영국에서 태어났고, 14세 때 언니와 함께 듀엣으로 활동을 시작했다. 1968년에는 데이빗 베드포드, 케빈 어어즈 등과 4인조 록그룹, 호올 월드를 조직하여 베이스를 맡았다. 구상한 지 4년, 녹음에 1년이 걸려 제작한 음반 <Tubular Bells>는 기타·피아노 등 모든 악기를 스스로 연주하여 다중녹음(多重錄音)한 것으로, 1974년 5월에 발매되어 크게 히트했으며, 같은 해 12월에 윌리엄 프리드킨 감독의 영화  <엑소시스트(무당)>에 영화음악으로 사용되어 전 세계에서 300만장이 팔렸다. 제2작 <하제스트 회지>를 발표한 후 극도의 신경쇠약에 걸려 요양생활을 보내다가 1975년 가을 제3작 <오마든>을 발표했다.

## 음반 목록
- 《Tubular Bells》 (1973)
- 《Hergest Ridge》 (1974)
- 《Ommadawn》 (1975)
- 《Incantations》 (1978)
- 《Platinum》 (1979)
- 《QE2》 (1980)
- 《Five Miles Out》 (1982)
- 《Crises》 (1983)
- 《Discovery》 (1984)
- 《The Killing Fields》 (1984) - 사운드트랙
- 《Islands》 (1987)
- 《Earth Moving》 (1989)
- 《Amarok》 (1990)
- 《Heaven's Open》 (1991)
- 《Tubular Bells II》 (1992)
- 《The Songs of Distant Earth》 (1994)
- 《Voyager》 (1996)
- 《Tubular Bells III》 (1998)
- 《Guitars》 (1999)
- 《The Millennium Bell》 (1999)
- 《Tr3s Lunas》 (2002)
- 《Tubular Bells 2003》 (2003) - 재녹음
- 《Light + Shade》 (2005)
- 《Music of the Spheres》 (2008)
- 《Man on the Rocks》 (2014)
- 《Return to Ommadawn》 (2017)